# Tradescantieae
Tradescantieae es una tribu de plantas con flores de la familia Commelinaceae.  Contiene las siguientes subtribus

## Subtribus
- Coleotrypinae
- Cyanotinae
- Dichorisandrinae
- Palisotinae
- Streptoliriinae
- Thyrsantheminae
- Tradescantiinae